# Перуанська кухня

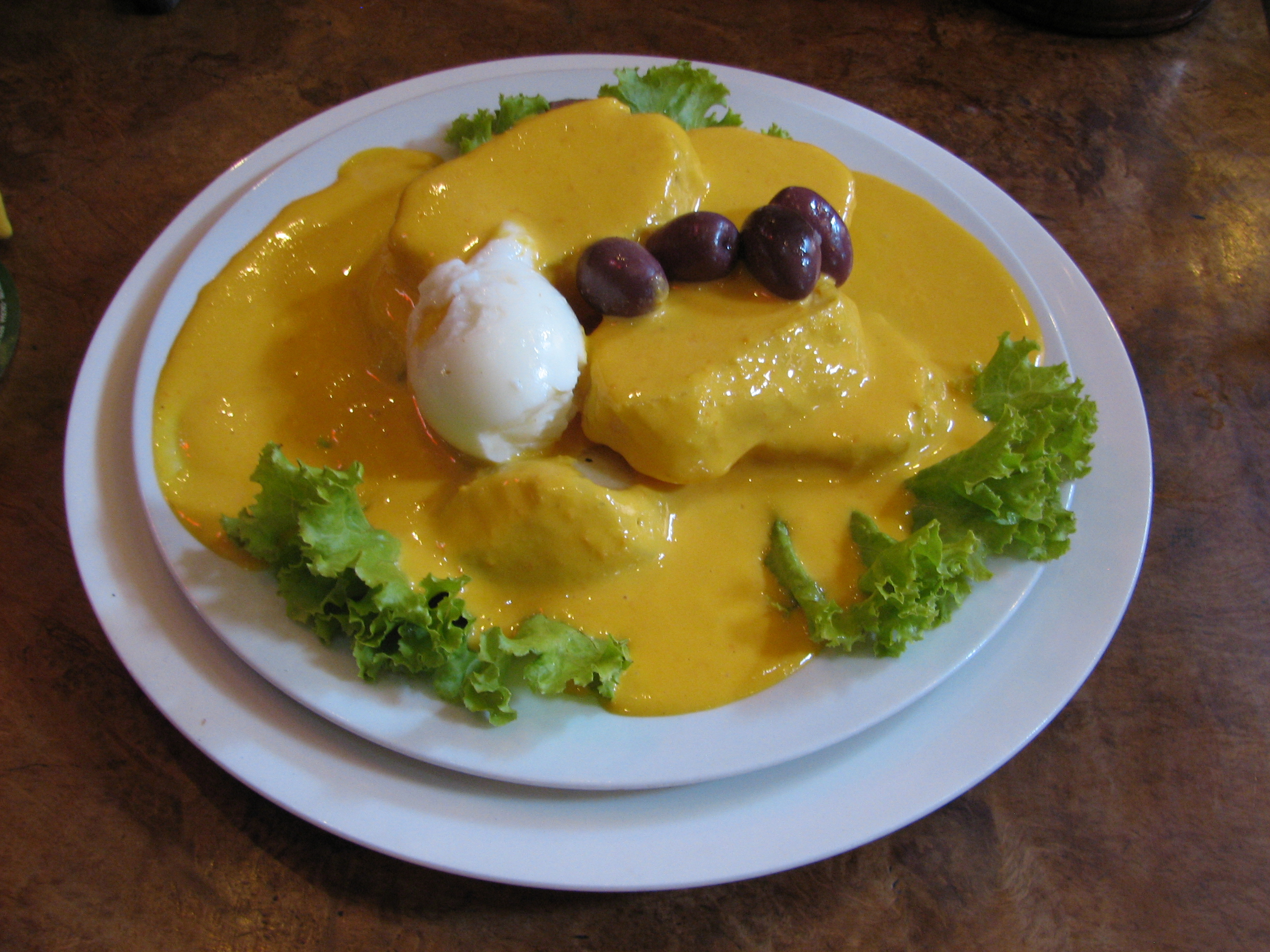
Папа а ля Уанкайо

Перуанська кухня — кухня Перу, що є сумішшю інкських, японських, китайських та європейських кулінарних традицій, які можуть відрізнятися залежно від регіонів країни.

## Кулінарні різновиди
Існують три види перуанської кухні: креоль, ніккей та чифа. Креоль зародився ще до нової ери при інках, згодом в нього були привнесені іспанські кулінарні традиції. Для креоля характерні такі продукти як рис, маїс, свинина, курка. У ньому присутні солодкі пряні та кислі смаки. Ніккей з'явився в результаті переселення в Перу японців, одна з найпопулярніших страв ніккею — роли з гострими соусами. Чифа — це традиційна кухня перуанських китайців, характерним прикладом цього стилю може служити вок, в який додають перуанський чилі.

## Продукти

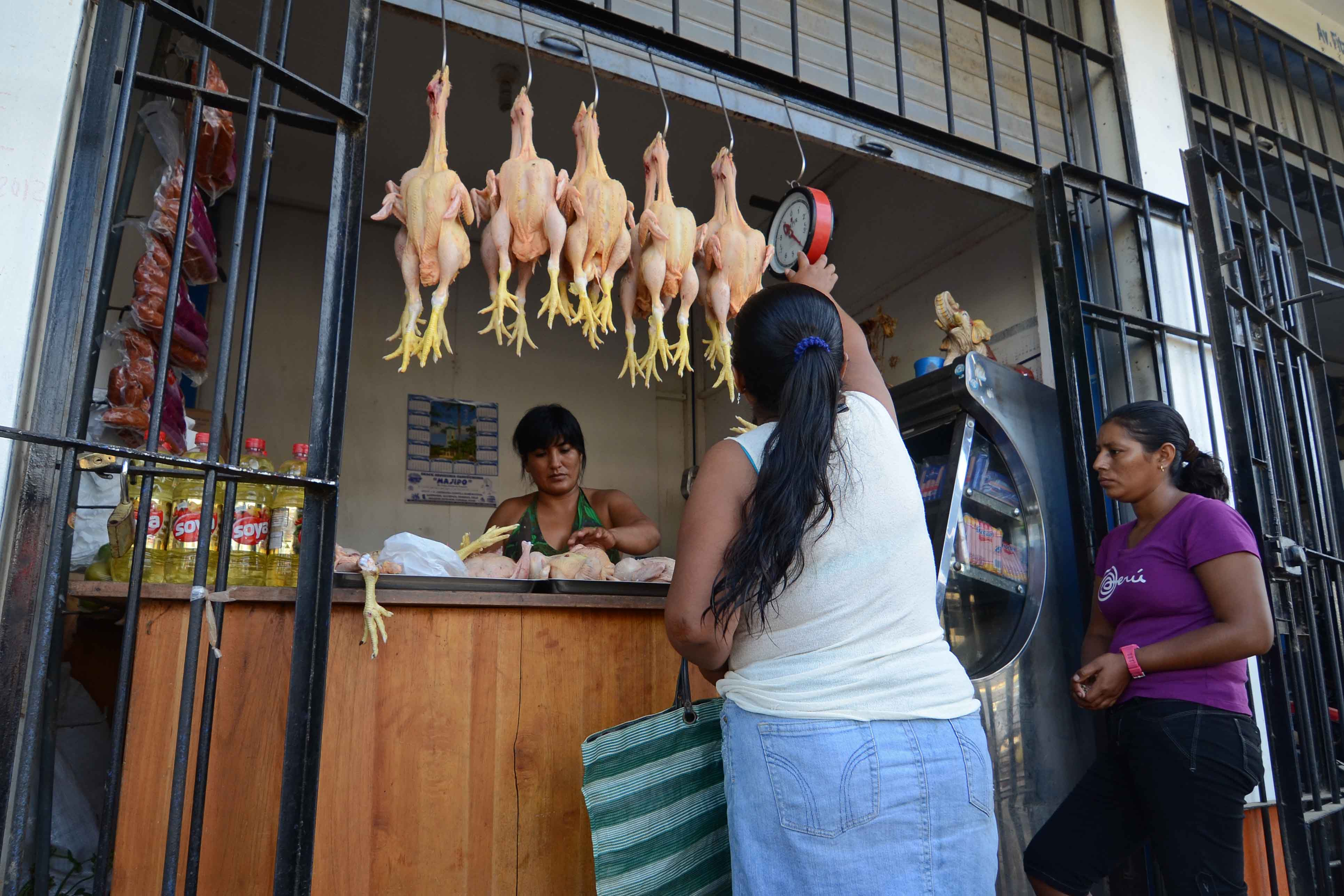
Прилавок з птахами. Пуерто-Мальдонадо

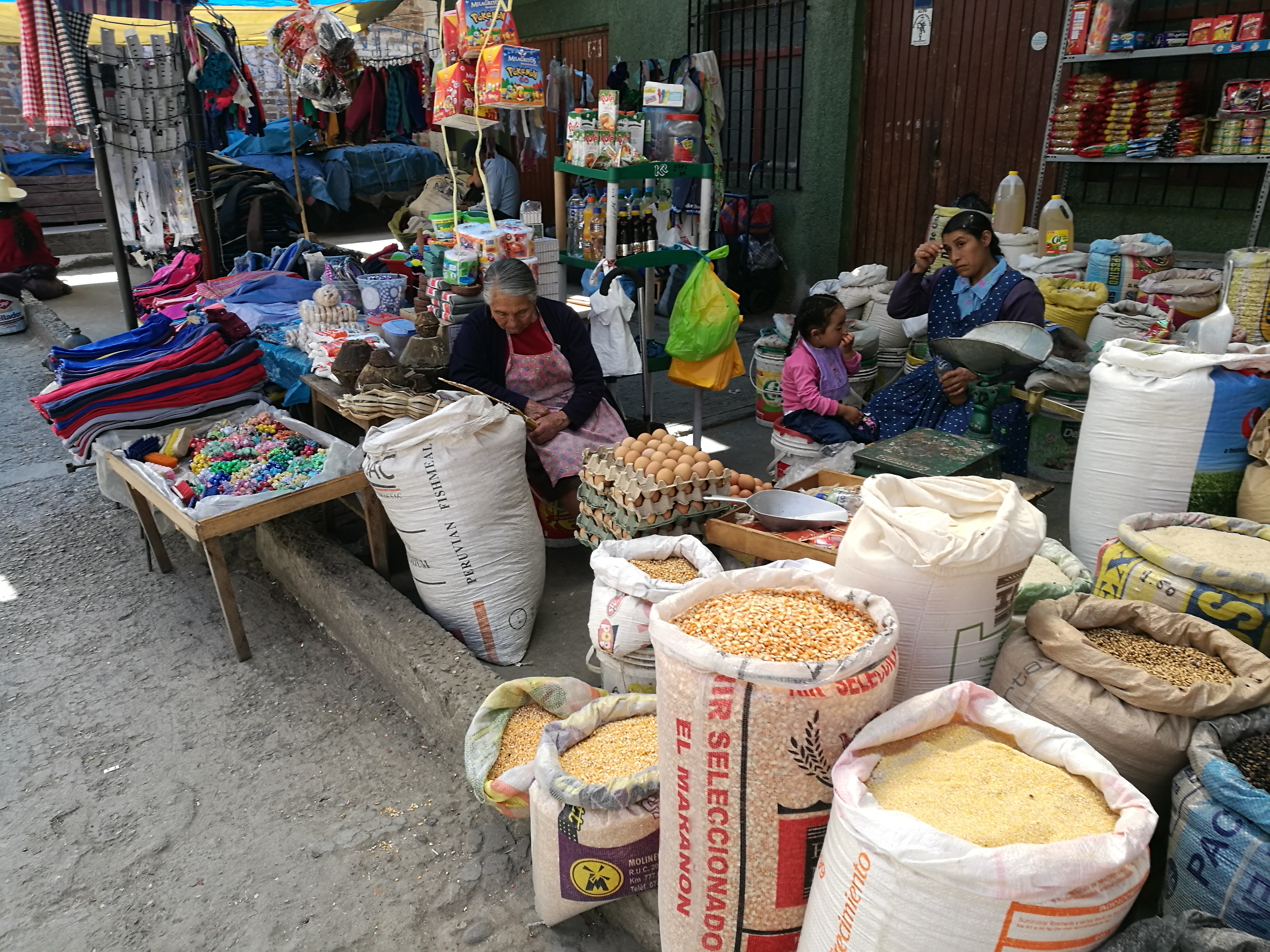
Ринок в Кахамарці

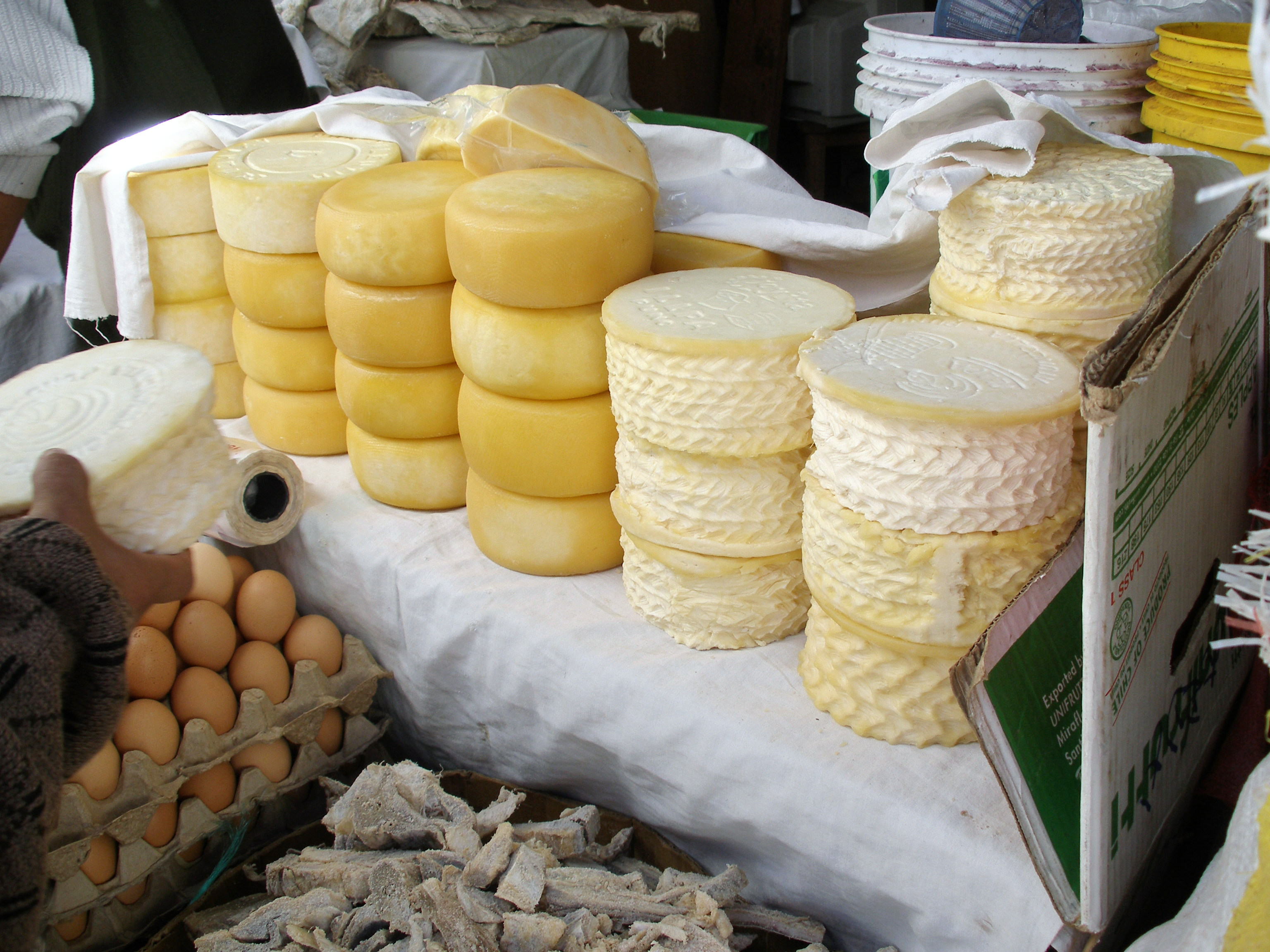
Перуанський сир

### Морепродукти
Перу багате морепродуктами за рахунок Перуанської течії, яка рухається уздовж західних берегів країни з півдня, а також завдяки течії Ель-Ніньйо.

### М'ясо
Власна м'ясна продукція розвинена дуже слабо. М'ясо імпортують з таких країн як Аргентина, США, Уругвай тощо. З Анд прийшла традиція вживання в їжу морських свинок. У деяких місцях Перу їдять м'ясо лам. Свинина та курятина в країні найпопулярніші.

### Молочна продукція
Молочна продукція користується великою популярністю, особливо в регіонах Кахамарка і Кіпа. У гірських регіонах готують сир із сичуговим ферментом, який не витримують і вживають в їжу завжди молодим.

### Картопля та кукурудза
В Перу велика різноманітність видів картоплі, її вирощують навіть в Андах на висоті більш ніж 3500 м над рівнем моря. У їжу вживається жовта, чорна та фіолетова кукурудза.

### Фрукти, овочі та інші рослини
У Перу ростуть помідори, кіноа, авокадо, спаржа, оливки, виноград, апельсини, фіги, чорниця, лайм. У їжу вживають місяцеподібну квасолю, лукуму, ріжкове дерево. Вони культивуються в садах та на полях, а також ростуть в лісах Амазонії.

### Перці
Існує понад 100 видів перців. Перець ахі лімо на смак нагадує лайм.

### Листя коки
Андські фермери жують листя коки, що росте біля підніжжя гір. Кока пригнічує почуття голоду і допомагає в подоланні втоми. Її листя продаються в перуанських супермаркетах. В якості напою використовується мате-де-кока (чай, який заварюється з листя коки). Вони використовуються в приготуванні соусів, десертів та коктейлів. З них роблять алкогольний напій кока-піско.

## Страви

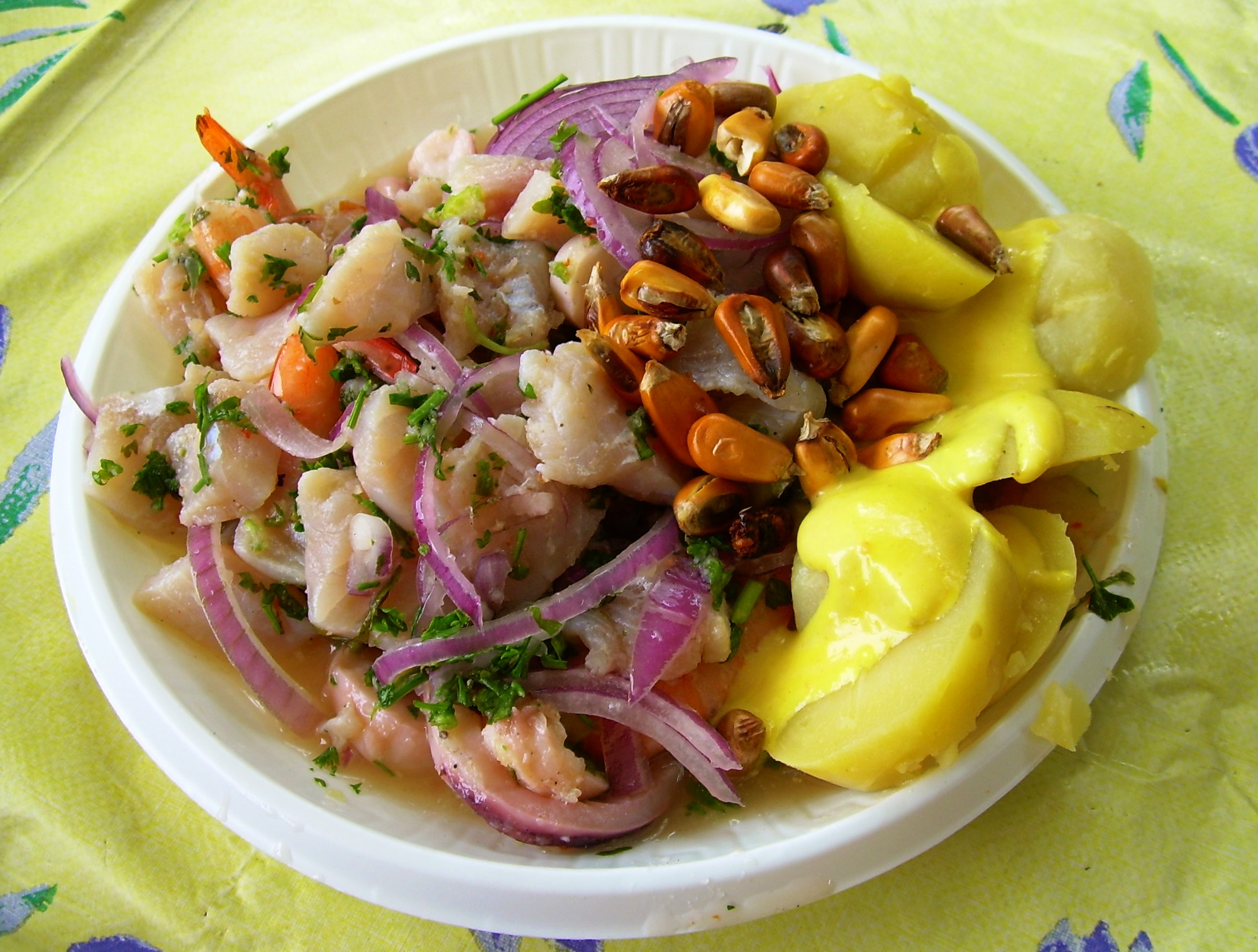
upright = 1.1

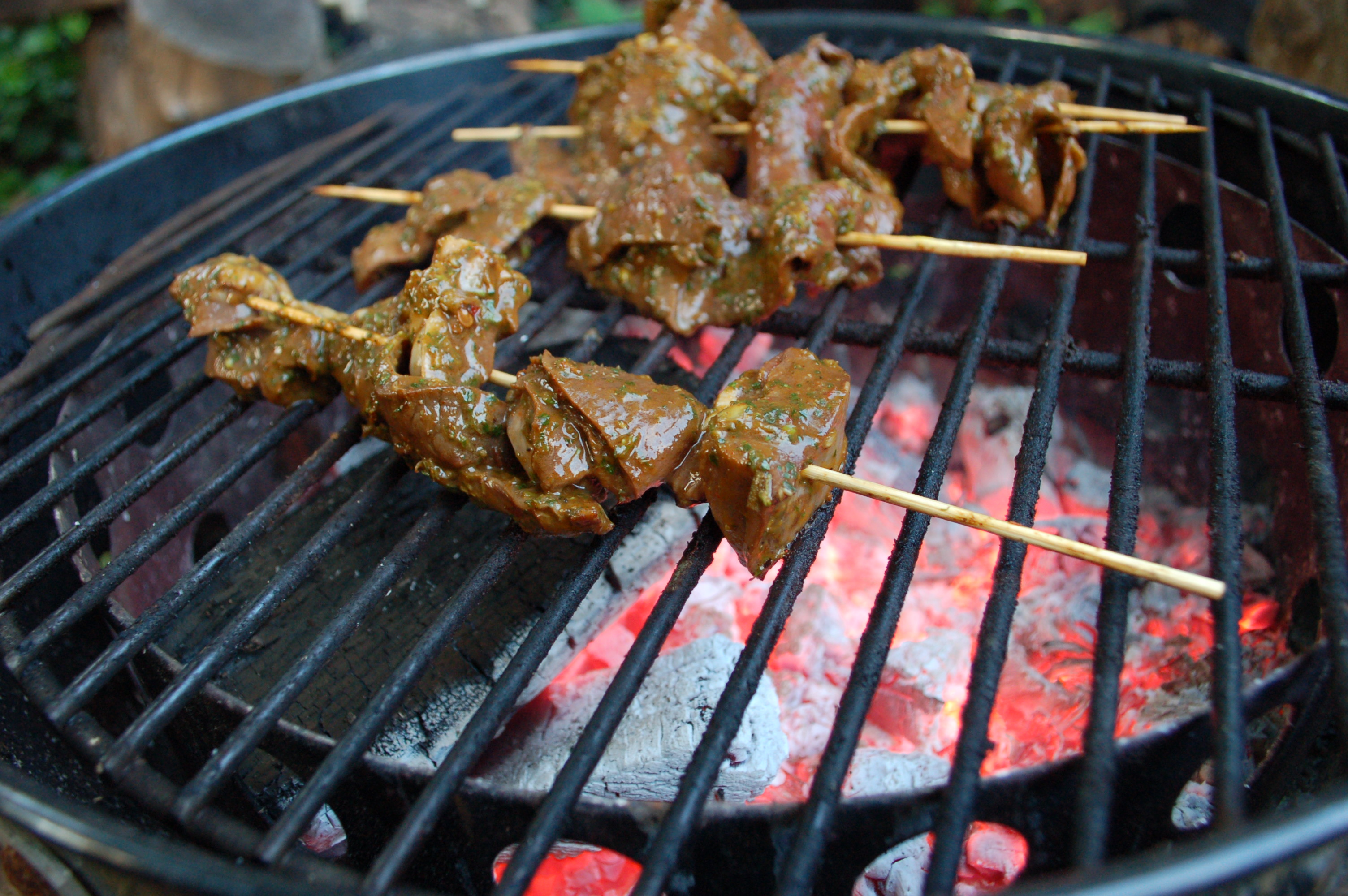
upright = 1.2

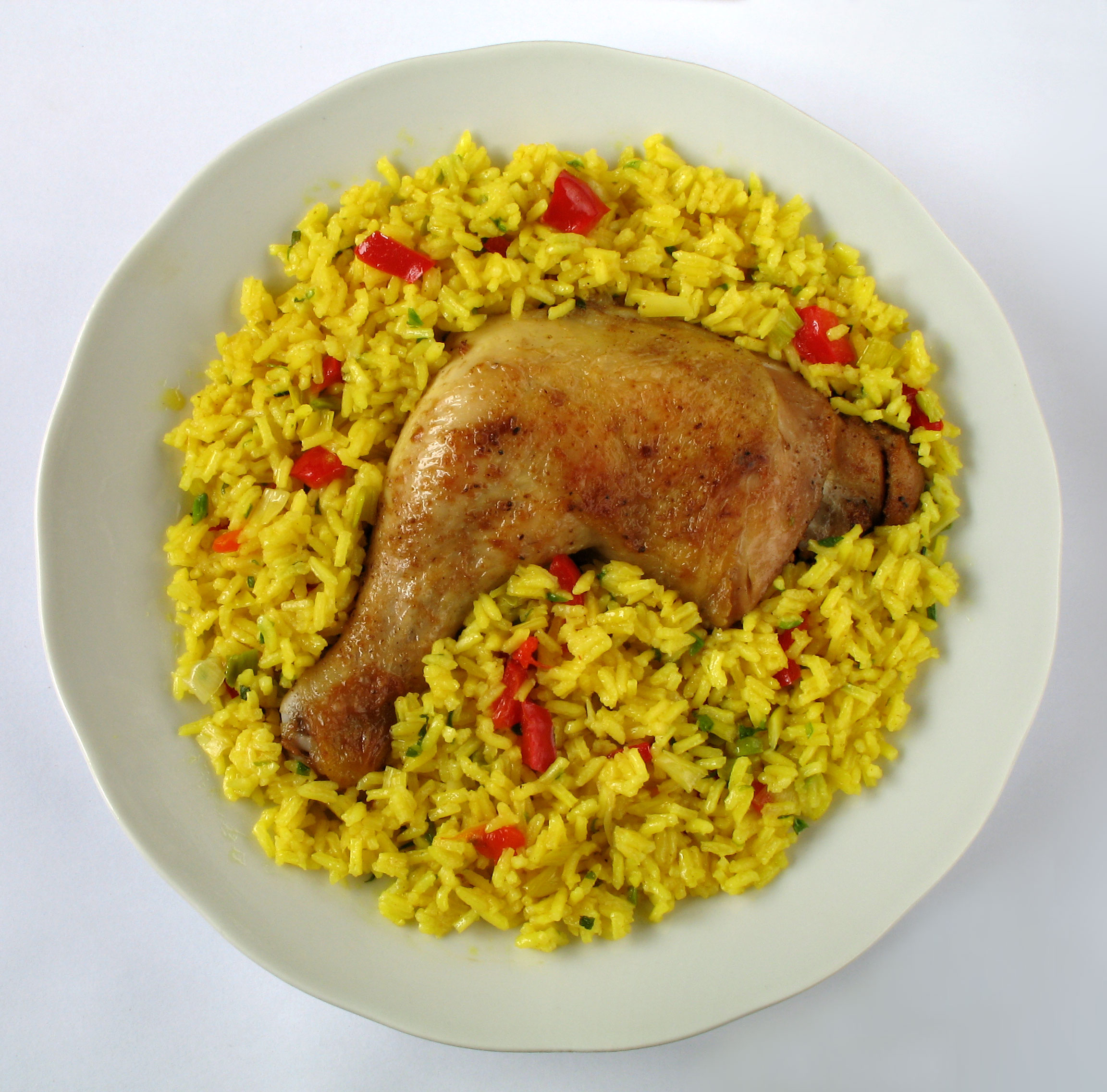
Арроз кон Пойо

### Овочеві страви
Перуанська страва з вареної жовтої картоплі в гострому вершковому соусі Уанкайо. Хоча в назві соусу присутнє перуанське місто Уанкайо, вважається, що виник він в столиці Перу, Лімі. В основі соусу вершковий сир «кесо фреско», олія, жовтий перуанський перець, згущене молоко та сіль, збиті в блендері. Деякі рецепти вимагають часнику, цибулі та подрібнених солоних овочів. Цей соус також використовується в багатьох інших перуанських стравах. Папа-а-ля-Уанкайо  є однією з основних страв повсякденної й святкової кухні по всій країні. Зазвичай її подають холодною з листям салату, вареними яйцями, і прикрашають чорними оливками, зернами кукурудзи.
Ломо-сальтадо — печеня з овочами, що являє собою суміш креоли й чіфи. В якості гарнірів до страви використовують перуанська картопля (у вигляді фрі) і китайський рис, які подаються разом. Сольтадо можна перевести як «виготовлений у великій кількості масла».

### Страви з риби
Севіче готують з білої морської риби, очищеної від шкірки і нарізаної кубиками, які маринують в маринаді ліку-де-тигра, зробленого з гострого перцю, цибулі, часнику, лайму чи апельсину. Його зазвичай їдять в севічеріях, спеціально призначених для цієї страви закладах.
Ескабече — пікантна закуска з риби. Складається з двох компонентів: маринаду та обсмаженої риби. До складу маринаду входить цибуля, перець, насіння коріандру, лавровий лист, вино та оцет. Рибне філе обсмажують, заливають гарячим маринадом, дають страві охолонути.

### Страви з м'яса
Антикучос — нагадують кебаб шашлички, що готуються в основному з маринованих шматочків телячого серця. Страва з'явилася за часів іспанських конкістадорів, які замінили в кухні інків м'ясо лам гуанако яловичиною.
Карапулька — страва зі свинини, курки, арахісу, чилі та висушеної картоплі. У Перу карапульку готували раби з Африки.
Полло аля браса — вважається національною стравою Перу.

### Страви з кукурудзи
Назва страви аррос-кон-польйо перекладається з іспанської як «рис та курка». Популярна в Латинській Америці страва на зразок паельї, яка має в країнах регіону свої особливості. У складі — курятина, рис, шинка, помідори, перець, горошок, спеції та ароматні прянощі. Для кольору додають шафран або куркуму.
Пастель де чокліт — пиріг з кукурудзи з м'ясом. Страва з різних сортів м'яса, кукурудзи та різних видів картоплі. Готується в ямі, яку обкладають камінням, всередині ями розпалюють багаття, потім витягують з неї вугілля і поміщають туди інгредієнти. Їх покривають банановим листям, які засипають землею. Запікається приблизно кілька годин.

### Десерти
Серед перуанських традиційних солодощів можна відзначити, зокрема, своєрідні цукерки теха, що відбуваються з регіону Іка.

## Напої

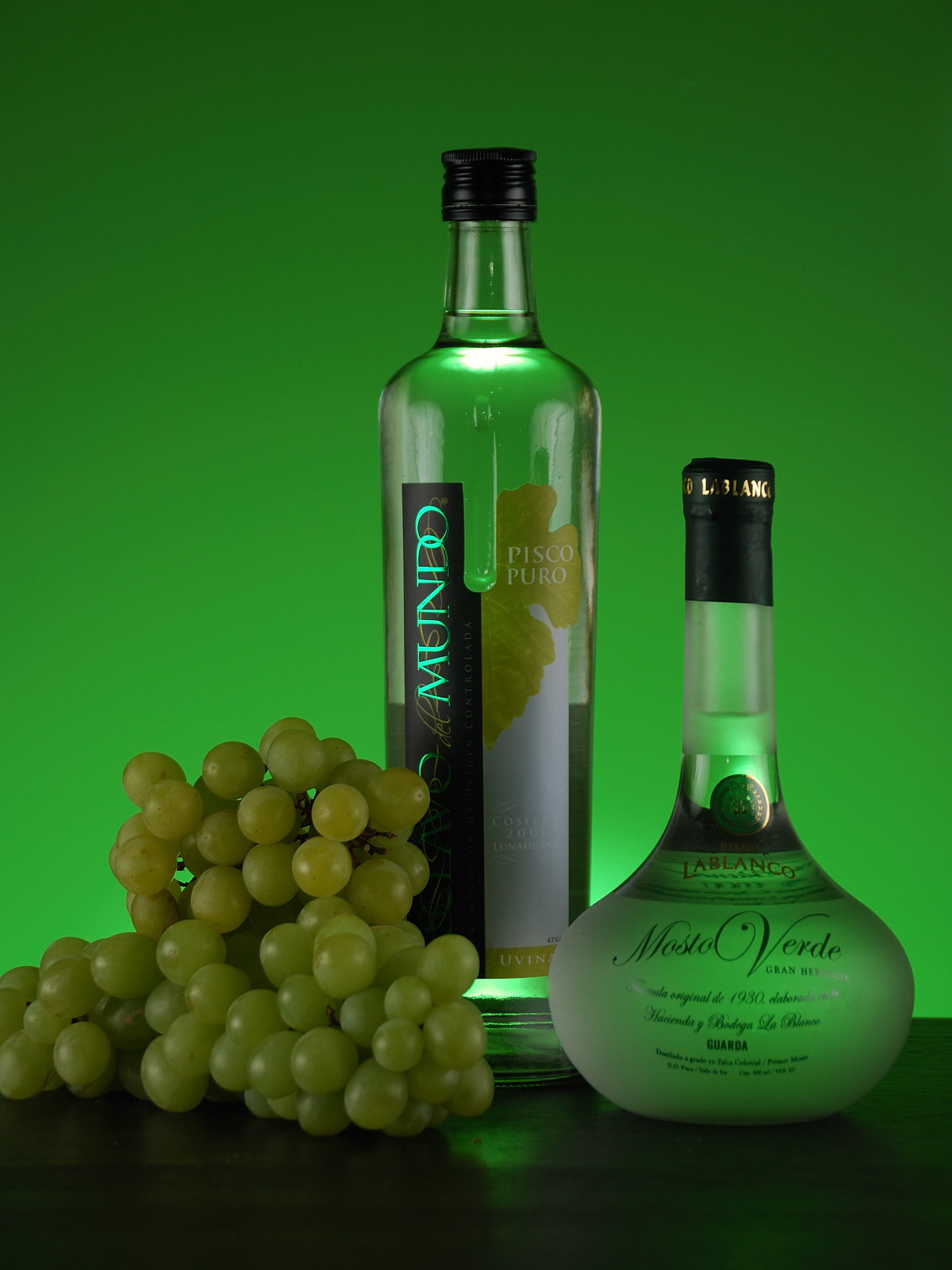
Перуанський піско

### Піско
Міцний алкогольний напій з виноградного вина свіжого бродіння. У процесі однієї дистиляції виходить ароматна 43-градусна рідина. Виноград, з якого роблять піско, росте на узбережжі Тихого океану, від Ліми до чилійського кордону. Завдяки холодній течії вода практично не випаровується, внаслідок цього в місцях зростання винограду дощі трапляються дуже рідко. Земля сильно прогрівається, в результаті чого у винограді утворюється велика кількість цукру, за рахунок якого виходить високоградусне вино. У піско заборонено додавати воду, а також змінювати структуру та колір. На основі напою роблять коктейлі, наприклад, піско сауер. Між Перу і Чилі ведеться суперечка про те, чий напій може бути названий піско. На відміну від перуанського напою чилійський піско розводять водою.

### Чича
Слабоалкогольний напій, смаковими якостями схожий на пиво. Готується з кукурудзяного хліба, який жують жінки. Присутні в слині ферменти перетворюють крохмаль в цукор, в результаті чого відбувається бродіння.

### Чича-Морадо
Безалкогольний напій, що нагадує за смаком глінтвейн. Готується з чорної кукурудзи, яка вариться разом з фруктами, корицею, гвоздикою та іншими спеціями.

### Чапо
Безалкогольний напій чапо з плодів плантану, води та спецій.